# Choinek
Choinek – wieś sołecka w Polsce położona w województwie mazowieckim, w powiecie gostynińskim, w gminie Gostynin.
| SIMC    | Nazwa               | Rodzaj    |
| ------- | ------------------- | --------- |
| 0999570 | Choinek-Leśniczówka | część wsi |

W latach 1975–1998 wieś administracyjnie należała do województwa płockiego.